# 양진우
양진우( 1979년 9월 3일 ~ )는 대한민국의 배우이다.

## 학력
- 퀸즐랜드 공과대학교 국제경영학

## 연기 활동

### 드라마
- 2002년 SBS 주말 특별기획 《대망》 ... 최동희의 사촌오빠 역
- 2004년 SBS 주말 특별기획 《매직》 ... 이선모 역
- 2005년 TBS 일일드라마 《약속》 ... 정성재 역
- 2005년 KBS1 일일연속극 《별난여자 별난남자》 ... 인범 역
- 2007년 tvN 수요드라마 《로맨스 헌터》 ... 정호재 역
- 2010년 MBC 단막극 《MBC 일요 드라마 극장 - 사랑을 가르쳐 드립니다》 ... 최철우 역
- 2010년 MBC 월화드라마 《역전의 여왕》 ... 선우혁 역
- 2011년 SBS 월화드라마 《마이더스》 ... 이정도 역
- 2011년 KBS2 단막극 《KBS 드라마 스페셜 - 미련》 ... 민장휘 역
- 2011년 KBS1 단막극 《HDTV 문학관 - 광염소나타》 ... 백성수 역
- 2012년 tvN 월화드라마 《아이 러브 이태리》 ... 최승재 역
- 2012년 KBS1 일일연속극 《힘내요 미스터 김》 ... 백건욱 역
- 2013년 MBC 주말 특별기획 《스캔들: 매우 충격적이고 부도덕한 사건》 ... 공기찬 역
- 2013년 MBC 단막극 《MBC 드라마 페스티벌 - 불온》 ... 준오 역
- 2013년 JTBC 월화드라마 《네 이웃의 아내》 ... 정이사 역
- 2014년 KBS2 단막극 《KBS 드라마 스페셜 - 꿈꾸는 남자》 ... 주준길 역
- 2014년 KBS2 일일드라마 《달콤한 비밀》 ... 최필립 역

### 영화
- 2003년 《황산벌》 ... 관창 역
- 2004년 《달마야, 서울 가자》 ... 무진 스님 역
- 2006년 《전설의 고향》 ... 김 선비 역
- 2007년 《동갑내기 과외하기 레슨 2》 ... 정우성 역(특별출연)
- 2007년 《세븐 데이즈》 ... 강지원 역
- 2007년 《파란 자전거》 ... 이동규 역
- 2008년 단편 《당신이 잠든 사이에》 ... 남편 역
- 2010년 《이번 일요일에》 ... 현준 역
- 2011년 《감》
- 2012년 《러브콜》 ... 민우 역
- 2014년 《마담 뺑덕》 ... 안과의사 역

### 뮤직비디오
- 2001년 JTL - A Better Day
- 2002년 god - 0%

## 광고
- 2004년 티피코시
- 2004년 LG카드
- 2004년 펜텍앤큐리텔

## 수상
- 2007년 아시안필름마켓 스크린 인터내셔널 어워드 신인배우상